# Eichleay Engineers
Eichelay Engineers è uno studio d'ingegneria statunitense.

## Storia
Fondato nel 1875 da John Eichleay Jr, ex ispettore edilizio, lo studio venne notato quasi subito dagli addetti ai lavori di quel periodo grazie ad un innovativo sistema di spostamento di strutture edili, poi divenuto celebre per aver portato a termine progetti che il senso comune dell'epoca riteneva impossibili. .
L'avvento dell'era industriale portò con sé profondi cambiamenti nel paesaggio urbano statunitense. Probabilmente uno dei più notevoli esempi di questa trasformazione era Pittsburgh, PA, città natale di John Eichleay. Durante gli ultimi anni del XIX secolo la città venne soggetta ad una rapida trasformazione industriale e tecnologica: case e piccoli edifici venivano abbattuti per fare posto ai primi grandi stabilimenti industriali, costringendo la popolazione a trasferirsi nei quartieri residenziali, grazie anche alle ferrovia che consentiva alle persone di abitare lontano dal posto di lavoro.
John riteneva che gli edifici potessero essere spostati con solo una frazione delle spese necessarie alla demolizione e ricostruzione, e che questo potesse divenire un business lucrativo.
I primi progetti furono abbastanza modesti, ma divennero sempre più arditi e impressionanti via via che le tecniche venivano perfezionate e la reputazione della compagnia cresceva.
Per un certo periodo tra gli impiegati della ditta ci fu il padre di Andy Warhol. La ditta ha anche dato lavoro al fumettista Scott McDaniel, prima del suo impiego a tempo pieno come disegnatore.